# 阳山县
阳山县（官方音译：Yangshan，英语：Yeung San County）中华人民共和国广东省清远市下辖的县。位于广东省西北部，南岭山脉的南面，连江中游。东边与广东省英德市、乳源瑶族自治县交界，南边与广东省怀集县、广宁县、清新县毗邻，西边与广东省连南瑶族自治县、连州市接壤，北边与湖南省宜章县相连，总面积为3372平方公里。县政府驻地在阳城镇。

## 历史
根據考古發現資料，至晚在新石器時代，陽山縣已經有先民聚居. ( 資料來源： < 中國文物地圖集-廣東分册 > )
戰國時期，境內有陽禺國，陽禺國的管治中心在縣內的青蓮峽頭. ( 資料來源： 百度百科 陽山縣)
阳山县因秦朝末年在县境设阳山关而得名，西汉武帝元鼎6年（公元前111年）置县，迄今已有2100多年的历史。公元803年，唐代大文豪韩愈被贬任阳山县令时，曾发出“吾州之山水名天下”（见《燕喜亭记》，燕喜亭，位于连州中学）等赞美阳山的名句。

## 气候
阳山位于珠江三角洲与内陆的结合部，属于中亚热带季风气候，全年季节分明，温度适宜，光照充足，雨量充沛。

## 行政区划
阳山县下辖12个镇、1个民族乡：
青莲镇、江英镇、杜步镇、七拱镇、太平镇、杨梅镇、大崀镇、小江镇、岭背镇、黄坌镇、黎埠镇、阳城镇和秤架瑶族乡。

## 人口
2001年总人口为52万人，根據第七次全国人口普查結果，截至2020年11月1日零時，陽山縣常住口為367175人。

## 民族和语言
阳山县居民以汉族人为主，另有一部分瑶族人。
阳山县主要语言是粤语阳山话，属粤语勾漏片；此外，还有一部分居民习惯使用客家话和瑶语。
華僑華人概況：
根據《 廣東史志》（ 一九九三年第二期）一陽山華僑情況初探一文的記載： 祖籍陽山的華僑華人約有六千餘人，分佈在馬來西亞，新加坡，美國等國家。

## 经济
阳山县的经济以农业为主，2001年农业总产值占工农业总产值的65.3%。阳山的地势差别很大，形成了差异巨大的气候特征，适宜种植不同气候带的作物及反季节蔬菜。阳山富有特色的农业产品有阳山鸡、竹八鲤、同冠梨、板栗、沙田柚等。阳山淮山是中国地理标志产品。
在工业方面，阳山的煤、铁、铅、石灰石、大理石等矿产资源丰富，水力资源蕴藏量巨大，吸引了不少厂商前来投资，已先后开发了石螺、城南、光明、杜步等四个工业园区。
在旅游业方面，阳山拥有丰富的旅游资源，旅游业发展迅速，每年举行的“中国·阳山四驱越野车节”已成为拉动阳山经济发展的一个新动力。

## 旅游
阳山的人文景观和自然景观丰富，主要的旅游景点有广东第一峰旅游风景区、神笔洞、七拱学发公祠、水口小桂林风光、石螺森林温泉、县城贤令山、韩愈遗迹和墨迹、摩崖石刻等。在广东第一峰旅游风景区内拥有广东第一高峰，海拔1902米的南岭主峰“石坑崆”，景区内原始森林和高山峡谷密布，喀斯特地形明显，野生动植物众多。

## 美食
阳山鸡、麦羹、小江牛杂

## 交通
阳山自古就是交通要道，其北面的阳山关是历代名人进入岭南的必经之道之一。
现在，阳山的水陆交通也很便利， 许广高速、 汕昆高速、 广连高速、 107国道、 323国道和 358国道， 260省道、 262省道贯穿阳山全境，水路运输直通清远、广州等地，可通航150吨的货轮。